# Великий князь

Княжий знак-тризуб Великого князя Київського Володимира Святославича

Вели́кий князь, Великий князь київський — титул правителів Київської Русі, пізніше — аристократичний титул.
Великими князями називали носіїв верховної влади на східноєвропейських землях, зосереджених під управлінням династії Рюриковичів. В договорах із Візантією Олег, Ігор і Святослав носять цей титул.
В ХІ-ХІІІ ст. ранг великого князя, як правило, належав київським князям, з тим, що в досягненні його конкурували принципи старшинства в роді Рюриковичів та належність до місцевої династії Мономаховичів. Влада київського великого князя, поза межами самої Руської землі та Київської, мала здебільшого обмежений характер, відбиваючи тим самим загальний характер ранньофеодального суспільного комплексу Київської Русі. До реальних прав великого князя належали скликання княжих з'їздів, верховне командування під час військових походів, вплив на призначення єпископів тощо. Влада київського великого князя мала тенденцію до поступового звуження його привілеїв, що відповідало політичному ослабленню Київської землі. У XIII ст. титул великий князь вже не завжди пов'язувався з київським княжим столом, а в 2-й половині XIII ст. київські князі його зовсім втрачають. Титул великий князь переходить до галицько-волинських і суздальсько-володимирських північних князів, як претендентів на очолювання комплексу східнослов'янських земель, що тоді вже виразно розкладався на відрубні поміж собою частини.
З XIV—XV ст. цим титулом (поряд із титулом «господар») користувалися володарі Великого князівства Литовського та Великі князі Руські. Після Люблінської унії 1569 титул великий князь увійшов до польського королівського титулу.
У Московії з XIV—XV ст. цей титул стали присвоювати собі владимирські, рязанські, тверські, та московські князі. Після ліквідації інших великих князівств переходить до князів московських, а з їхньою перемогою стає титулом володарів об'єднаних російських земель. Тут він вживався до 1547 року, коли Великий князь Іван IV прийняв титул царя.
У Російській імперії з XVIII ст. до 1917 року титул великого князя мали сини, брати і внуки імператорів.